# Drosophila curviceps
Drosophila curviceps är en tvåvingeart som beskrevs av Toyohi Okada och Syo Kurokawa 1957. Drosophila curviceps ingår i släktet Drosophila och familjen daggflugor.
Artens utbredningsområde är Japan, Koreahalvön och Indien.